# Гивойте
Гивойте (лит. Givojte), Гивойтэ — священные змеи в мифологии языческой Литвы.

## Особенности и характеристика
О гивойтах упоминает Ян Ласицкий (р. 1534). Матей Стрыйковский (р. 1547) рассказывал, что под главным алтарём в виленской кафедральной церкви видел подземелье, в котором в языческие времена содержали и кормили священных змей. Исследователь литовской мифологии Теодор Нарбут относил их к божествам. Польский автор книг по истории и этнографии Юзеф Игнацы Крашевский в своей работе «Искусство у славян» (пол. Sztuka u Słowian, 1858) описывал языческое святилище в Вильне, в котором содержали и поклонялись гивойтам.
Гивойте представляли собой символ вечности, так как раньше полагали, что змеи не умирают, а, сбрасывая каждый год свою старую шкуру, вместе с этим молодеют и возрождаются.

## Гивойте в рукописи Стрыйковского

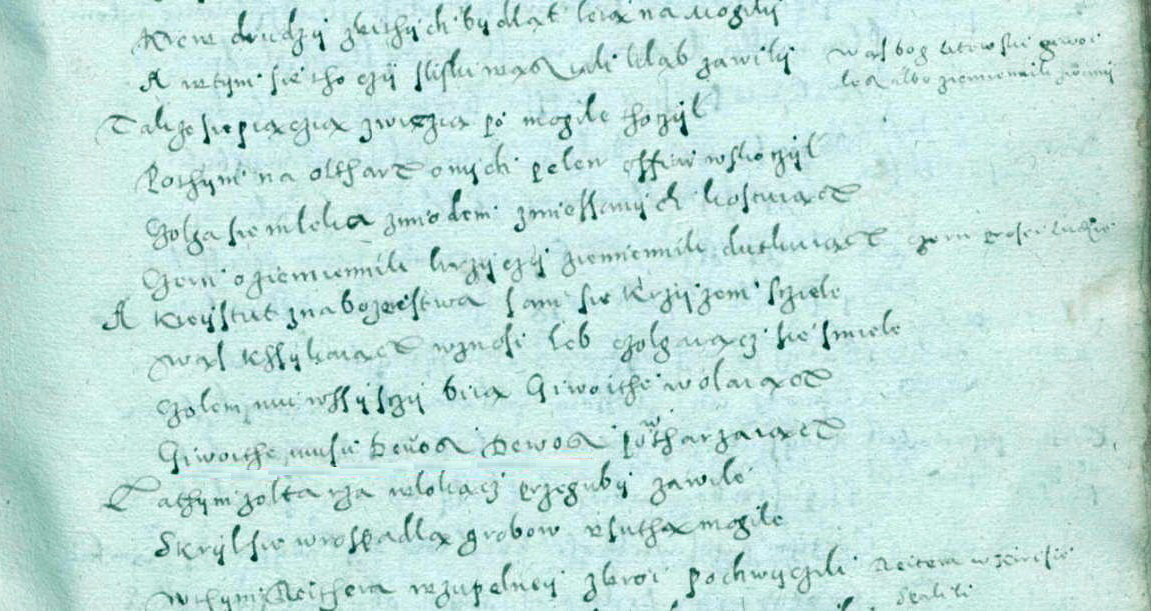
Рукопись Стрыйковского 1578 г., написанная Юргию Олельковичу

В рукописи Стрыйковского 1578 года, написанной Юргию Олельковичу, князю Слуцкому «O początkach, wywodach, dzielnościach, sprawach rycerskich i domowych sławnego narodu litewskiego, żemojdzkiego i ruskiego, przedtym nigdy od żadnego ani kuszone, ani opisane, z natchnienia Bożego a uprzejmie pilnego doświadczenia» есть отрывок, в котором описывается война Кейстута с немцами, сжигание пленного немецкого рейтера и крики литовцев. В этом отрывке содержатся упоминания и о Гивойте.
|       | Kiejstut zaś z Żmodzią, z Litwą leśnymi ścieżkami Przyciągnął pod Augenborg, obronny Niemcami A dobywszy go mocą, zburzył wkoło włości ... A Kiejstut z nabożeństwa sam się krzyżem ściele, Wąż ksykając wznosi łeb, czołgając się śmiele Czołem mu wszyscy biją, Giwojte! wołając, Giwojte muszu Dewos! Dewos! powtarzając. Zatym z ołtarza włokąc przeguby zawiłe Skrył się w rozpadłą grobów usutą mogiłę. W tym rejtera w zupełnej zbroi pochwycili, A związanego z koniem na stos drew wrzucili. |  | Кейстут тотчас с Жмудью, с Литвою лесными тропами Пришел под Аугенборг, укрепленный немцами, А взяв его силой, разрушил вокруг волости ... А Кейстут от благоговения сам крестом на землю ложится Уж, шипя, поднимает голову, ползая смело Челом ему все бьют, Гивойтэ! Крича, Гивойтэ мушу Девос! Девос! Повторяя Затем с олтаря, делая запутанные изгибы, Скрылся в обсыпавшуюся среди захоронений раскрытую могилу. Тут же рейтера в полном вооружение схватили, А связанного с конём на стопку поленьев забросили. |  |
| [ 5 ] | |  | |  |